# Écrou de rayon

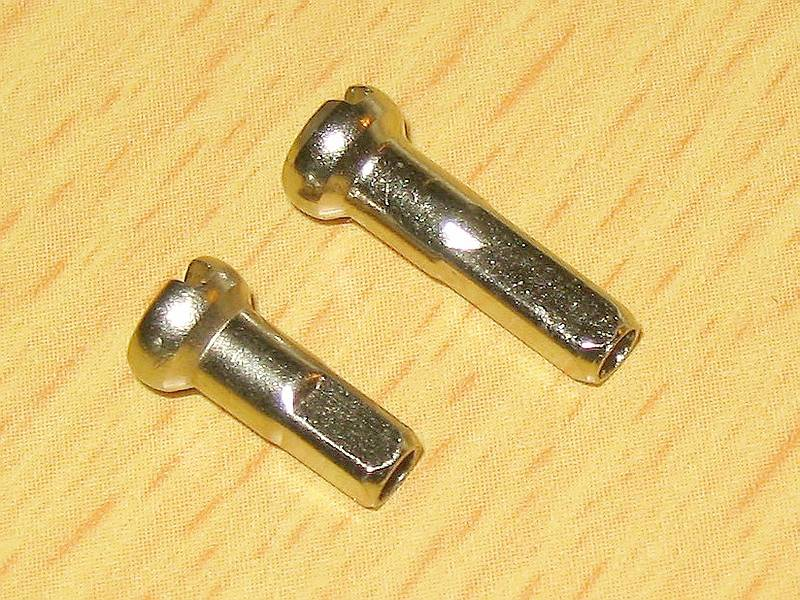
Écrou de rayon de 12 et 16 mm.

Un écrou de rayon sert à maintenir la jante d'une roue de bicyclette sur chaque rayon. 
Le pas de filetage peut varier en fonction de la taille du filetage, mais il est de 0,454 mm pour les épaisseurs de rayon courantes, qui utilisent les types de filetage Fg 2, Fg 2.3 ou Fg 2.6. Étant donné que le filetage des rayons et celui des écrous doivent correspondre, les boîtes de rayons comprennent généralement un nombre similaire d'écrous. Les économies de poids ou le besoin d'une grande résistance due à la construction d'une roue avec peu de rayons peuvent nécessiter l'obtention d'écrous différents de ceux livrés avec les rayons. Les matériaux standard pour les mamelons sont le laiton (généralement nickelé) et l'aluminium. Le laiton est plus lourd mais plus durable et moins sujet à la corrosion, à l'arrondi des méplats lors du serrage, à la rupture et au grippage ; l'aluminium est beaucoup plus léger. Si vous utilisez des écrous en aluminium, les rayons doivent être suffisamment longs pour s'engager sur toute la longueur des filetages des écrous de rayon afin que la charge soit transportée du rayon vers le haut de l'écrou. 